# دواء ديلوكسانيد

الصيغه الكيماويه لدواء الدايلوكسانيد

يعتبر دواء الدايلوكسانيد أحد الأدوية المستخدمة في علاج داء الأميبا، يوجد نوعان من الأميبا: الأميبا النشطة(يصحبها أعراض) والأميبا المتحوصلة(لا يصحبها أعراض)، يعتبر دواء الدايلوكسانيد خط العلاج الثاني بعد دواء البارومايسين في الأميبا التي لا تحمل أعراض، أما في حالة الأميبا التي يصحبها أعراض تعتبر خط العلاج الثاني بعد الميترونيدازول والتينادزول، يؤخذ الدايلوكسانيد عن طريق الفم. بشكل عام تعتبر الأعراض الجانبية الناتجة عن تناول الدايلوكسانيد خفيفة يستطيع المريض تحملها. أما بالنسبة لاستخدامه خلال فترة الحمل فيؤخذ بعد الفترة الأولى(الأشهر الثلاثة) من الحمل. يعتبر هذا الدواء من الأدوية القاتلة للأميبا المعوية؛ فقط يعمل على الأميبا التي في الأمعاء. يعتبر الدايلوكسانيد أحد الأدوية الأساسية في منظمة الصحة العالمية، حيث تم اكتشاف فائدته الطبية عام 1956، وأصبح متوفرا بكميات تجارية عام 2012.

## الاستخدامات الطبية
يستهدف دواء الدايلوكسانيد فيوريت القناة الهضمية فقط، وكما ذكرنا سالفا هو مضاد للأميبا المعوية المتحوصلة التي لا يصحبها أعراض، في المناطق التي لا تكون فيها الأميبا شائعة، يعتبر البارومايسين هو خط العلاج الأول لهذه الحالة أما الدايلوكسانيد يعتبر خط العلاج الثاني. أما في حالة الأميبا النشطة التي يصحبها أعراض يستخدم الدايلوكسانيد بعد العلاج بمضادات الأميبا التي تخترق الأنسجة كالميترونيدازول والتينادزول، ويعتبر البارومايسين خط العلاج الأول لهذه الحالة أيضا.

## الأعراض الجانبية
تتضمن الأعراض الجانبية ما يلي: غازات، حكة الشرج، وبشكل عام يستطيع المريض تحمل أعراضه حيث أنَّ سميته قليلة. على الرغم من عدم وجود مخاطر واضحة عند استخدامه خلال فترة الحمل إلّا أنه لا يستخدم خلال الفترة الأولى من الحمل. يمنع استخدامه من قبل المرضعات والأطفال أقل من سنتين.

## آلية عمل الدواء
يقوم دواء الدايلوكسانيد فيوريت بتدمير الأميبا في الطور النشط ويمنع تحوصل الأميبا، آلية عمل الدايلوكسانيد المؤكدة لم تعرف إلى الآن، يتشابه الدايلوكسانيد في تركيبه الكيمائي مع دوا الكلورامفينيكول بالتالي من المعتقد أنه يعمل كما الكلورامفينيكول بتحطيم الرايبوزوم. يعتبر هذا الدواء دواءً أوليا أي يحتاج أن يستقلب داخل جسم الإنسان إلى شكله الفعّال الذي له التأثير العلاجي، يتم هذا الاستقلاب في القناة الهضمية لإنتاج هذه المادة الفعالة من الدايلوكسانيد. تسعون بالمئة من الجرعة الدوائية يتم طرحها عن طريق الجهاز البولي، وعشرة بالمئة يتم طرحها عن طريق البراز.

## الثقافة والمجتمع
يعتبر الدايلوكسانيد ضمن قائمة الأدوية الأساسية في منظمة الصحة العالمية، من أأمن وأكثر الأدوية فعالية في الرعاية الصحية. اكتُشِف هذا الدواء من قبل شركة بووت عام 1956، وأنتج باسم الفيوراميد، لم يكن متوفرا بكثرة في الدول المتقدمة حتى عام 2012.